# Beckwith-Wiedemanns syndrom
Beckwith-Wiedemanns syndrom (förkortad BWS) är en medfödd sjukdom som kännetecknas av storvuxenhet, makroglossi och navelbråck. Barn som drabbas har en ökad risk för barndomscancer och vissa medfödda sjukdomar.
Beckwith-Wiedemanns syndrom bör misstänkas hos individer som har en eller flera av följande kännetecken.
De viktigaste kännetecknen i samband med BWS:

- Makrosomi (traditionellt definierad som vikt och längd >97:e percentilen)
- Makroglossi (tillstånd kännetecknat av onormalt stor tunga)
- Hemihyperplasi (asymmetri med sidoskillnader i storlek mellan kroppshalvorna)
- Omphalocele (även kallad exomphalos eller navelbråck)
- Embryonal tumör (t.ex Wilms-tumör, hepatoblastom, neuroblastom, rhabdomyosarkom) i barndomen
- Visceromegali som involverar ett eller flera intra-abdominala organ, inklusive levern, mjälten, njurarna, binjurarna eller bukspottkörteln
- Cytomegali av fostrets binjurebark
- Njursvikt, inklusive strukturella deformiteter, nefromegali, nefrokalcinos eller senare utveckling av medullär svampnjure
- Linjära öronveck på örats framsida och spiralformiga gropar på örats bakdel
- Placental mesenkymalysplasi
- Gomspalt (sällsynt i BWS)
- Kardiomyopati (sällsynt i BWS)
- Positiv familjehistoria (≥1 familjemedlemmar med klinisk diagnos av BWS eller en historia eller funktioner som tyder på BWS)

Andra associerade kännetecken till BWS:

- Graviditetsrelaterad polyhydramnios och prematuritet
- Neonatal hypoglykemi
- Vaskulära lesioner inklusive nevus simplex (som vanligtvis förekommer i pannan, glabella eller nacke) eller hemangiom (kutan eller extrakutan)
- Karaktäristiska känslor inklusive maxillär hypoplasi och infektionsvårtor
- Strukturella hjärtanomalier eller kardiomegali
- Diastas recti (delade magmuskler)
- Avancerad benålder (vanligt vid överväxt eller endokrina störningar)

Diagnosen av BWS är etablerad i en proband med något av följande:
- Tre primära eller två primära plus minst ett sekundärt kriterium krävs: BWS bör betraktas som ett kliniskt spektrum, där vissa drabbade individer endast har ett eller två föreslagna kliniska fynd. Därför bör de allmänt accepterade kliniska kriterierna som föreslås här inte betraktas som absoluta utan snarare som riktlinjer. Med andra ord kan de inte användas för att utesluta en diagnos av BWS och kan inte ersätta klinisk bedömning.

- En epigenetisk eller genomisk förändring som leder till onormal metylering vid 11p15.5 eller en heterozygot BWS-orsakande patogen variant i CDKN1C i närvaro av en eller flera kliniska upptäckter.